# Partito Laburista (Mauritius)
Il Partito Laburista (in francese Parti Travailliste; in inglese Labour Party) è un partito politico mauriziano di orientamento socialdemocratico fondato il 23 febbraio 1936.

## Risultati elettorali
| Elezione          | Seggi   |
| ----------------- | ------- |
| Parlamentari 2014 | 4 / 69  |
| Parlamentari 2019 | 13 / 70 |